# Astana Pro Team/Saison 2013
Dieser Artikel listet Erfolge und Fahrer des Astana Pro Teams in der Saison 2013 auf.

## Erfolge in der UCI WorldTour
In der Saison 2013 gelangen dem Team nachstehende Erfolge in der UCI WorldTour.
| Datum       | Rennen                          | Sieger                |
| ----------- | ------------------------------- | --------------------- |
| 6.–12. März | Gesamtwertung Tirreno–Adriatico | Vincenzo Nibali       |
| 23. Mai     | 18. Etappe Giro d’Italia (BZF)  | Vincenzo Nibali       |
| 25. Mai     | 20. Etappe Giro d’Italia        | Vincenzo Nibali       |
| 4.–26. Mai  | Gesamtwertung Giro d’Italia     | Vincenzo Nibali       |
| 24. August  | 1. Etappe Vuelta a España       | Mannschaftszeitfahren |

## Erfolge in der UCI Asia Tour
In der Saison 2013 gelangen dem Team nachstehende Erfolge in der UCI Asia Tour.
| Datum       | Rennen                                    | Kat. | Sieger                |
| ----------- | ----------------------------------------- | ---- | --------------------- |
| 27. Februar | 7. Etappe Tour de Langkawi                | 2.HC | Andrea Guardini       |
| 22. Juni    | Kasachische Meisterschaft – Straßenrennen | CN   | Alexander Djatschenko |

## Erfolge in der UCI Europe Tour
In der Saison 2013 gelangen dem Team nachstehende Erfolge in der UCI Europe Tour.

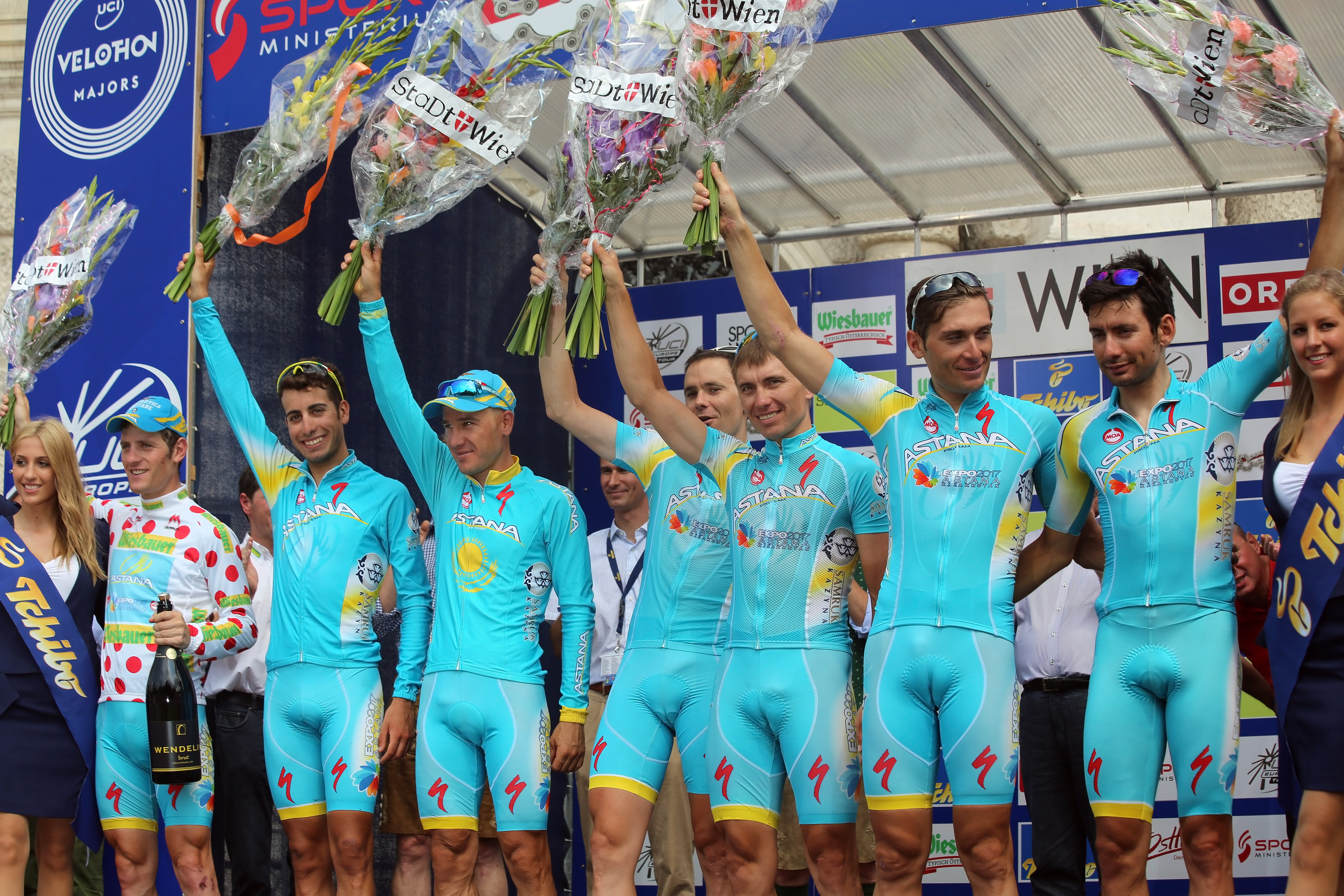
Sieger der Mannschaftswertung der Österreich-Rundfahrt 2013

| Datum         | Rennen                                     | Kat. | Sieger             |
| ------------- | ------------------------------------------ | ---- | ------------------ |
| 19. April     | 4. Etappe Giro del Trentino                | 2.HC | Vincenzo Nibali    |
| 16.–19. April | Gesamtwertung Giro del Trentino            | 2.HC | Vincenzo Nibali    |
| 25. Mai       | 4. Etappe Ronde van België                 | 2.HC | Maxim Iglinski     |
| 20. Juni      | Estnische Meisterschaft – Einzelzeitfahren | CN   | Tanel Kangert      |
| 30. Juni      | 1. Etappe Österreich-Rundfahrt             | 2.HC | Kevin Seeldraeyers |
| 1. Juli       | 2. Etappe Österreich-Rundfahrt             | 2.HC | Kevin Seeldraeyers |
| 7. August     | 1. Etappe Burgos-Rundfahrt                 | 2.HC | Simone Ponzi       |

## Zugänge – Abgänge
| Zugänge            | Team 2012                 | Abgänge                  | Team 2013               |
| ------------------ | ------------------------- | ------------------------ | ----------------------- |
| Vincenzo Nibali    | Liquigas-Cannondale       | Walentin Iglinski        | AG2R La Mondiale        |
| Valerio Agnoli     | Liquigas-Cannondale       | Robert Kišerlovski       | RadioShack Leopard      |
| Alessandro Vanotti | Liquigas-Cannondale       | Roman Kreuziger          | Team Saxo-Tinkoff       |
| Jakob Fuglsang     | RadioShack-Nissan         | Jewgeni Petrow           | Team Saxo-Tinkoff       |
| Andrea Guardini    | Farnese Vini-Selle Italia | Jewgeni Nepomnjatschschi | Continental Team Astana |
| Arman Kamyschew    | Continental Team Astana   | Sergei Renew             | Continental Team Astana |
| Alexei Luzenko     | Continental Team Astana   | Dmitri Fofonow           | Karriereende            |
| Ruslan Tleubajew   | Continental Team Astana   | Alexander Winokurow      | Karriereende            |
| Fabio Aru          | Neoprofi                  |                          |                         |
| Evan Huffman       | Neoprofi                  |                          |                         |

## Mannschaft
| Name                  | Geburtstag         | Nationalität       |
| --------------------- | ------------------ | ------------------ |
| Valerio Agnoli        | 6. Januar 1985     | Italien            |
| Fabio Aru             | 3. Juli 1990       | Italien            |
| Assan Basajew         | 22. Februar 1981   | Kasachstan         |
| Borut Božič           | 8. August 1980     | Slowenien          |
| Janez Brajkovič       | 18. Dezember 1983  | Slowenien          |
| Alexander Djatschenko | 17. Oktober 1983   | Kasachstan         |
| Jakob Fuglsang        | 22. März 1985      | Dänemark           |
| Enrico Gasparotto     | 22. März 1982      | Italien            |
| Francesco Gavazzi     | 1. August 1984     | Italien            |
| Dmitri Grusdew        | 13. März 1986      | Kasachstan         |
| Andrea Guardini       | 12. Juni 1989      | Italien            |
| Jacopo Guarnieri      | 14. August 1987    | Italien            |
| Andrij Hrywko         | 7. August 1983     | Ukraine            |
| Evan Huffman          | 7. Januar 1990     | Vereinigte Staaten |
| Maxim Iglinski        | 18. April 1981     | Kasachstan         |
| Arman Kamyschew       | 14. März 1991      | Kasachstan         |
| Tanel Kangert         | 11. März 1987      | Estland            |
| Andrei Kaschetschkin  | 21. März 1980      | Kasachstan         |
| Fredrik Kessiakoff    | 17. Mai 1980       | Schweden           |
| Alexei Luzenko        | 7. September 1992  | Kasachstan         |
| Dmitri Murawjew       | 2. November 1979   | Kasachstan         |
| Vincenzo Nibali       | 14. November 1984  | Italien            |
| Simone Ponzi          | 17. Januar 1987    | Italien            |
| Kevin Seeldraeyers    | 12. September 1986 | Belgien            |
| Andrei Seiz           | 14. Dezember 1986  | Kasachstan         |
| Jegor Silin           | 25. Juni 1988      | Russland           |
| Paolo Tiralongo       | 8. Juli 1977       | Italien            |
| Ruslan Tleubajew      | 7. März 1987       | Kasachstan         |
| Alessandro Vanotti    | 16. September 1980 | Italien            |